# Eudule pyristacta
Eudule pyristacta är en fjärilsart som beskrevs av Louis Beethoven Prout 1929. Eudule pyristacta ingår i släktet Eudule och familjen mätare. Inga underarter finns listade i Catalogue of Life.